# Martín Góngora
Martín Andrés Góngora Milán (Paysandú, 27 de junho de 1980) é um futebolista uruguaio que joga como goleiro. Atualmente joga pelo Juventud de Las Piedras.